# Jean-Baptiste Merjay
Jean-Baptiste Merjay (Echternach, le 18 mai 1811 - Saint-Servais, 12 septembre 1899) est un militaire et homme politique belge.

## Biographie
Jean-Baptiste Merjay était originaire d’une famille importante de la région d'Echternach au Luxembourg qui jadis faisait encore partie de la France, comme la Belgique actuelle.
En 1827, il est jeune tambour volontaire dans l’armée hollandaise. Au cours de la révolution de 1830, il choisit de lutter pour l’indépendance de la Belgique. Il est sergent.
En 1832, il est déjà promu sous-lieutenant et en 1839, il signe la déclaration légale par laquelle il émet le vœu de rester Belge.
Il épouse en 1849 la baronne Marie-Ange de Martigny (1821-1886), également originaire du Luxembourg. À ce moment, il est capitaine et poursuit sa carrière militaire.
Une semaine avant sa retraite, le 19 septembre 1874, le général-major Merjay est promu lieutenant-général.
Il fut élu le 10 juin 1884 député de l’arrondissement de Bruxelles à la Chambre et, le 14 février 1885, il devint bourgmestre de la commune d’Auderghem. Il démissionna un an plus tard. Une rue portera son nom.
Son fils, Franz Merjay, créa un service de renseignement durant la Première Guerre mondiale mais fut capturé et exécuté à l’âge de 65 ans. Une rue d’Ixelles portera son nom plus tard.

## Fonctions politiques
- 1884 - 1886 : député belge ;
- 1885 - 1886 : Bourgmestre d'Auderghem.